# Topographietruppe

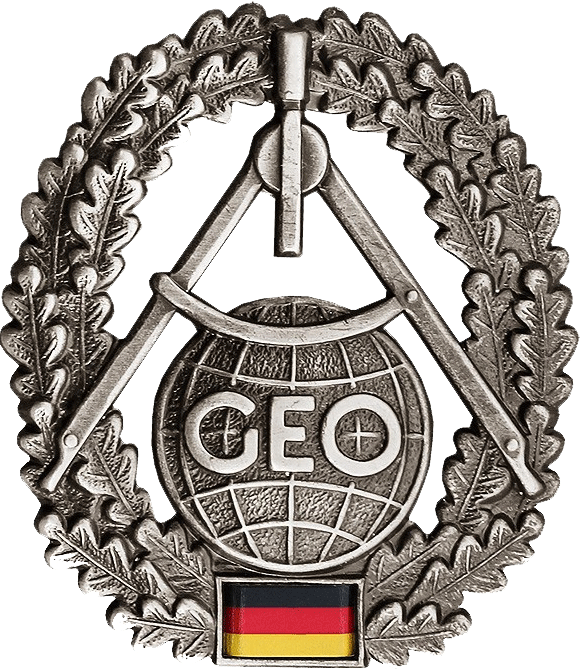
Barettabzeichen der außer Dienst gestellten Topographietruppe und der meisten Heeresuniformträger im Geoinformationswesen der Bundeswehr

Die Topographietruppe war eine Truppengattung des Heeres der Bundeswehr. Fachlich war die Topographietruppe Teil des streitkräftegemeinsamen Militärgeographischen Dienstes. Hauptauftrag war die Beschaffung und Aufbereitung von Informationen über Gelände und Raum und die zweckmäßige Versorgung der Truppe mit den gewonnenen Geoinformationen.
Die Topographietruppe wurde bis 2004 aufgelöst. Personal und Ausrüstung wurden in der Streitkräftebasis zur Aufstellung des Geoinformationsdienstes der Bundeswehr herangezogen. Die meisten Heeresuniformträger im Geoinformationswesen der Bundeswehr tragen weiterhin Barett, Truppengattungsabzeichen und Waffenfarbe der außer Dienst gestellten Topographietruppe. In diesem militärgeographischem Fachdienst der Bundeswehr, allen voran im Zentrum für Geoinformationswesen der Bundeswehr, werden die meisten Aufträge der Topographietruppe fortgeführt.

## Auftrag
Um Truppenbewegungen und Dislozierung eigener Truppen zu planen und durchzuführen, als auch die der Gegner einzuordnen, sowie um auch weitreichendes Feuer aus eigenen Stellungen heraus zu leiten, waren neben der Aufklärung genaue Kenntnisse über die Topographie des Einsatzraumes für das Heer unabdingbar. Hauptauftrag der Topographietruppe war ein Teilgebiet der Militärgeographie, nämlich die Beschaffung und Aufbereitung von Informationen über Gelände und Raum und die zweckmäßige Versorgung der Truppe mit den gewonnenen Geoinformationen. Die Truppe erstellte dazu mithilfe der Methoden des Vermessungswesens Karten oder Pläne und verteilte sie nach der Vervielfältigung an die Truppe. Aktuelle Luft- oder Satellitenbilder wurden von der Aufklärung bereitgestellt, von der Topographietruppe ausgemessen und für die Bedürfnisse der Truppe zweckmäßig aufbereitet. Durch die Fortschritte in der vernetzten Kriegsführung wurden die Geoinformationen über Geoinformationssysteme zuletzt immer häufiger digital bereitgestellt und teils unmittelbar in digitale Führungs- und Feuerleitsysteme eingespeist. Durch die Auslandseinsätze der Bundeswehr erhielt die Erstellung und Bereitstellung landeskundlicher Informationen eine zunehmende Bedeutung. Die Topographietruppe arbeitete mit den zivilen Vermessungsämtern bei der Erstellung und Berichtigung ziviler Kartenwerke zusammen.

## Geschichte
Bei der Aufstellung der Bundeswehr wurden auf Ebene der Korps vollbewegliche Topographiebatterien aufgestellt, die zunächst der Artillerietruppe zugeordnet war. Die Zuordnung zur Artillerie, die besonderen Bedarf nach zuverlässigen Karten zur Feuerleitung ihrer Waffensysteme hatte, glich der Zuordnung der Karten- und Vermessungstruppen der Wehrmacht, die ebenfalls der Artillerie zugeordnet waren. Fachlich bildeten militärgeographische Kräfte aller Teilstreitkräfte der Bundeswehr von Beginn an den teilstreitkräfteübergreifenden Militärgeographischen Dienst. Die Topographietruppe war zeit ihres Bestehens immer eine der kleinsten Truppengattungen des Heeres; zuletzt bestand sie aus nur rund 1100 Soldaten und zivilen Mitarbeitern.
Den Batterien der Korps unterstellt war jeweils ein Vermessungs- ein Bildmess- und ein Kartographiezug, die jeweils für die Aufgaben Vermessung, Luftbildmessungen und Luftbildpläne, sowie Kartenerstellung und Kartenvervielfältigung zuständig waren. 1963 erhielten die Batterien zusätzlich einen Kartenlagerzug. Ein Grund dafür war, dass Bereitstellung der nun flächendeckend vorliegenden Karten in den 1960er Jahren gegenüber den Aufgaben im Vermessungswesen in den Vordergrund rückte. Einhergehend wurde die Topographietruppe in den 1970ern den Führungstruppen zugeordnet und löste sich von der Artillerietruppe. 1979 erhielt die Topographietruppe gemeinsam mit den meisten anderen Truppengattungen des Heeres das Barett mit ihrem truppengattungsspezifischen Barettabzeichen. 1981 wechselten die Topographiebatterien in das Territorialheer. Dort wandelten sie sich zu eher stationär operierenden Truppenteilen, deren Hauptaufgabe die Vermessung, Kartographie, Kartenlagerung, Kartenbereitstellung, Kartenvervielfältigung und Kartenberichtigung war, denn für diese Aufgaben hatte sich die Vollbeweglichkeit Korpsbatterien eher als Hindernis erwiesen. Der Bildmesszug entfiel. Im Feldheer wurden auf Ebene der Korps als Ausgleich kleine, bewegliche Topographiezüge ausgeplant. Um dem immer größeren Bedarf moderner Waffensysteme an militärgeographischen Daten gerecht zu werden, erhielten 1993 die den Korps nachgeordneten Stäbe (zu dieser Zeit fusionierte Divisions-/ Wehrbereichskommandos) Topographiezüge, die bald darauf zu Militärgeographischen Stellen in jedem Wehrbereich umgegliedert wurden.
Im Zuge der Wiedervereinigung arbeitete die Topographietruppe gemeinsam mit zivilen Behörden an Karten für die beigetretenen Länder. Neue Herausforderungen ergaben sich durch die Auslandseinsätze der Bundeswehr auf dem Balkan und in Afghanistan wo nun auch die Landeskunde verstärkt in den Fokus der Topographietruppe rückte.

### Auflösung
2002 wurde die Fusion des Militärgeographischen Dienstes mit dem Geophysikalischen Beratungsdienst der Bundeswehr zum Geoinformationsdienst der Bundeswehr beschlossen. Die rund 1100 Soldaten und zivilen Mitarbeiter der Topographietruppe des Heeres wurden beginnend Ende 2001 zum Amt für Militärisches Geowesen versetzt. Unter anderem aus dem Amt für Militärisches Geowesen entstand nach Abschluss der Fusion das Amt für Geoinformationswesen der Bundeswehr, das nun zur neu aufgestellten Streitkräftebasis zählte. Da nun fast alle Soldaten und Einrichtungen der Topographietruppe zur Streitkräftebasis gewechselt waren und dort mit den Kräften der anderen Teilstreitkräfte organisatorisch und fachlich verbunden waren, wurden die Topographietruppe im Heer 2002 feierlich an der Artillerieschule in Idar-Oberstein durch den General der Artillerie außer Dienst gestellt und die verbliebenen Dienststellen im Heer aufgelöst. Die Truppengattung war bis 26. Mai 2004 vollständig aufgelöst.

## Ausbildung
Die lehrgangsgebundene und truppengattungsspezifische Ausbildung erfolgte im Wesentlichen an der Artillerieschule. Zuletzt waren die VII. und VIII. Inspektion für die Ausbildung zuständig. Ein Dezernat der Gruppe Weiterentwicklung zeichnete sich für die Weiterentwicklung der Topographietruppe zuständig. Eine eigene Truppenschule unterhielt die Topographietruppe nie.
Der hohe Bedarf der Topographietruppe an Fachkräften konnten nicht durch Rekrutierung dementsprechend (vor-)ausgebildeter Zivilisten gedeckt werden, so dass die Topographietruppe Vermessungstechniker, Landkartentechniker, Siebdrucker, Reprophotographen, Photolaboranten, Offsetkopierer, Reprographen usw. selbst ausbilden musste. Weit mehr als andere Truppengattungen setzte die Topographietruppe auf zivile Mitarbeiter um ihre Aufgaben zu erfüllen.

## Organisation

### Einordnung
Die Topographietruppe war eine zuletzt den Führungstruppen zugeordnete Truppengattung des Heeres.
Über vergleichbare Kräfte verfügten auch die beiden anderen Teilstreitkräfte. Die Marine richtete für das Führungspersonal die Laufbahn der Offiziere des militärgeographischen Dienstes ein, die durch ein entsprechendes Laufbahnabzeichen kenntlich waren. Diese Kräfte jedoch keine Truppengattung (bzw. Dienstbereich) und zählten auch nicht zur Topographietruppe, die nur Soldaten des Heeres umfasste. Fachlich zählten alle Kräfte zum Militärgeographischen Dienst, der als Fachdienst die gemeinsame Führung und Weiterentwicklung dieser Kräfte auf fachlicher Ebene koordinierte.

### Truppenteile
Die Topographietruppe bestand 2002 zuletzt aus folgenden Truppenteilen:
|                            | Bezeichnung                   | Ort        | Verband                  | Bemerkung                       |
| -------------------------- | ----------------------------- | ---------- | ------------------------ | ------------------------------- |
| Internes Verbandsabzeichen | Topographiebatterie 400       | Prenzlau   |                          |                                 |
| Internes Verbandsabzeichen | Topographiebatterie 800       | Münster    |                          |                                 |
| Internes Verbandsabzeichen | Topographiebatterie 850       | Ulm        |                          |                                 |
| Internes Verbandsabzeichen | Topographiebatterie 900       | Koblenz    |                          |                                 |
| Internes Verbandsabzeichen | Topographiezug Eurokorps      | Straßburg  | Eurokorps                | Feldheer, französische Garnison |
| Internes Verbandsabzeichen | Militärische Geostelle WB I   | Kiel       | Wehrbereichskommando I   | Territorialheer                 |
| Internes Verbandsabzeichen | Militärische Geostelle WB II  | Hannover   | Wehrbereichskommando II  | Territorialheer                 |
| Internes Verbandsabzeichen | Militärische Geostelle WB III | Düsseldorf | Wehrbereichskommando III | Territorialheer                 |
| Internes Verbandsabzeichen | Militärische Geostelle WB IV  | Mainz      | Wehrbereichskommando IV  | Territorialheer                 |
| Internes Verbandsabzeichen | Militärische Geostelle WB V   | Stuttgart  | Wehrbereichskommando V   | Territorialheer                 |
| Internes Verbandsabzeichen | Militärische Geostelle WB VI  | München    | Wehrbereichskommando VI  | Territorialheer                 |
| Internes Verbandsabzeichen | Militärische Geostelle WB VII | Leipzig    | Wehrbereichskommando VII | Territorialheer                 |

## Uniform
Wegen ihrer Herkunft aus der Artillerietruppe teilten sich die Artillerietruppe und die Topographietruppe die hochrote Waffenfarbe und die korallenrote Barettfarbe. Die Topographietruppe besaß jedoch ein eigenes Barettabzeichen. Im Eichenlaubkranz stilisierte das Barettabzeichen einen Zirkel über einem Globus mit der Aufschrift „GEO“. Fachpersonal der Topographietruppe war häufig auch über das Tätigkeitsabzeichen „Militärgeographisches Personal“ zu identifizieren.
Im Sinne der Zentrale Dienstvorschrift (ZDv) 37/10 „Anzugordnung für die Soldaten der Bundeswehr“ besteht die Topographietruppe im Hinblick auf die Uniformbestimmungen fort. Heeresuniformträger bzw. Truppenteile, die der früheren Topographietruppe entstammen, tragen weiter das bewährte Barett und führen ihre Waffenfarbe fort. Im Wesentlichen betrifft dies also die Mehrheit der Heeresuniformträger im Zentrum für Geoinformationswesen der Bundeswehr.

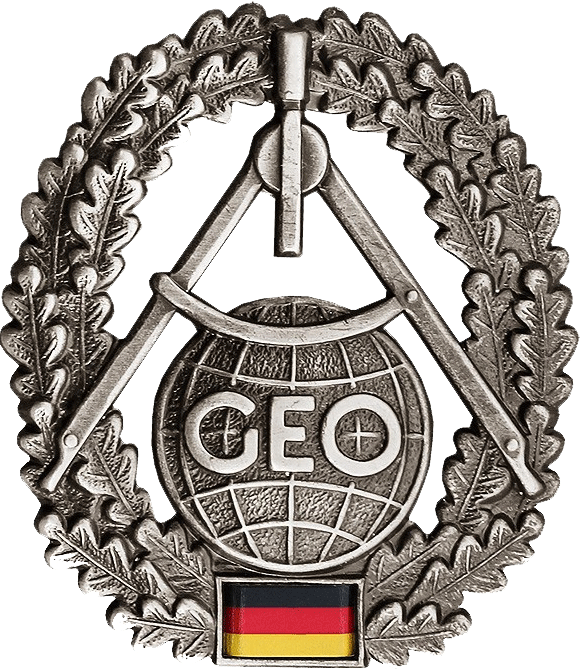
Barettabzeichen
Kragenspiegel
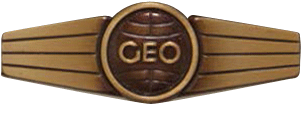
Tätigkeitsabzeichen „Geoinformationspersonal“